# Euxoa enixa
Euxoa enixa är en fjärilsart som beskrevs av Rudolf Püngeler 1906. Euxoa enixa ingår i släktet Euxoa och familjen nattflyn. Inga underarter finns listade i Catalogue of Life.

## Bildgalleri

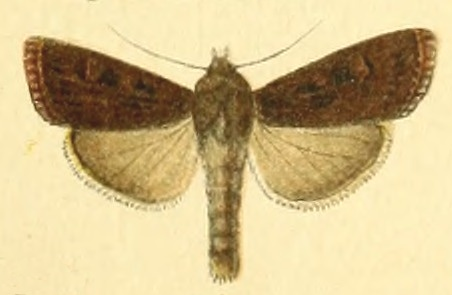